# Olivia Fotopulu
Olivia Fotopulu (en griego: Ολίβια Φωτοπούλου, 20 de diciembre de 1996) es una deportista chipriota que compite en atletismo, especialista en las carreras de velocidad. En los Juegos Europeos de Cracovia 2023 consiguió una medalla de plata en la prueba de 200 m.

## Palmarés internacional
| Juegos Europeos | Juegos Europeos   | Juegos Europeos  | Juegos Europeos |
| Año             | Lugar             | Medalla          | Prueba          |
| --------------- | ----------------- | ---------------- | --------------- |
| 2023            | Chorzów (Polonia) | Medalla de plata | 200 m           |